# Ухналь

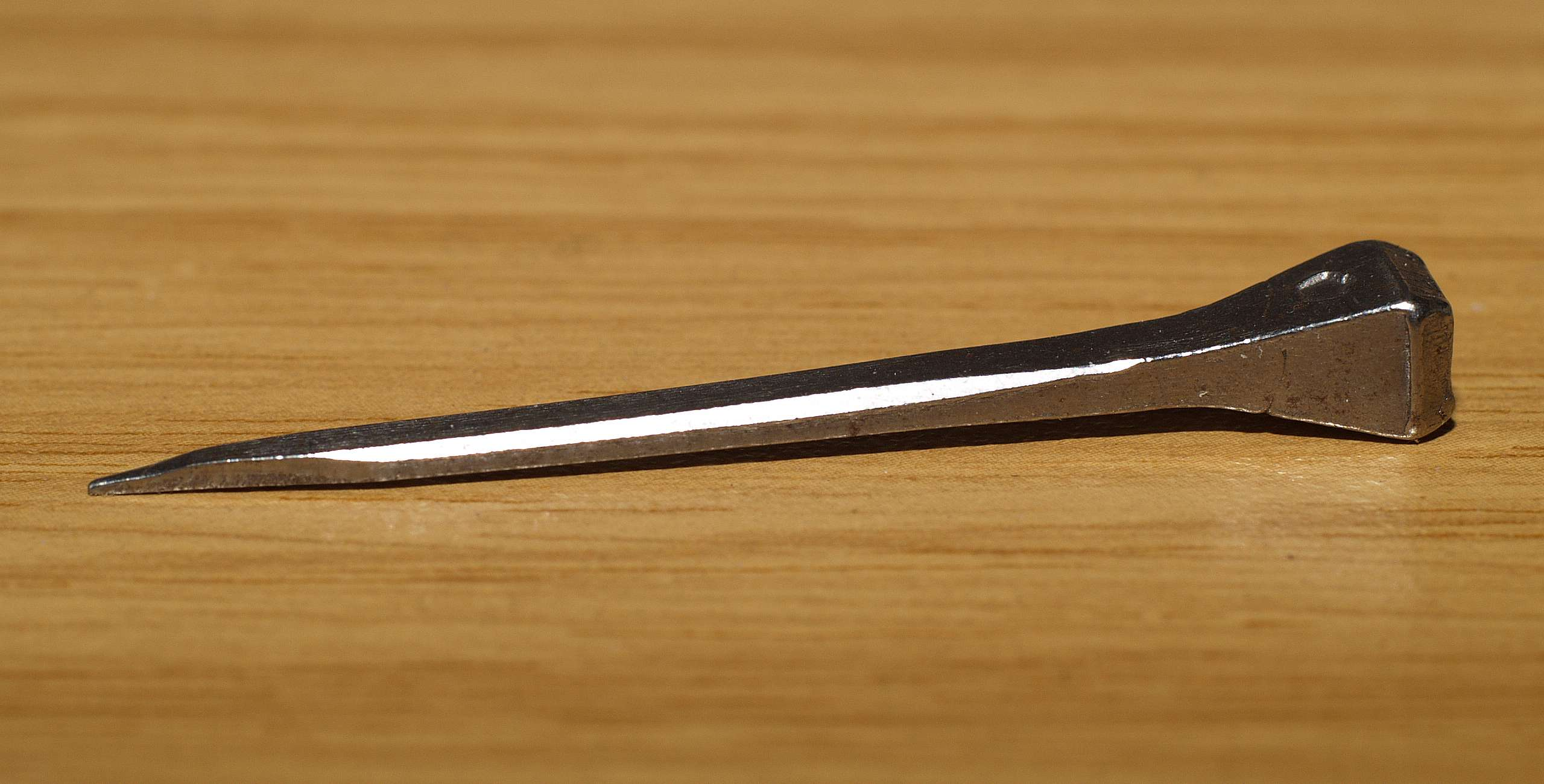

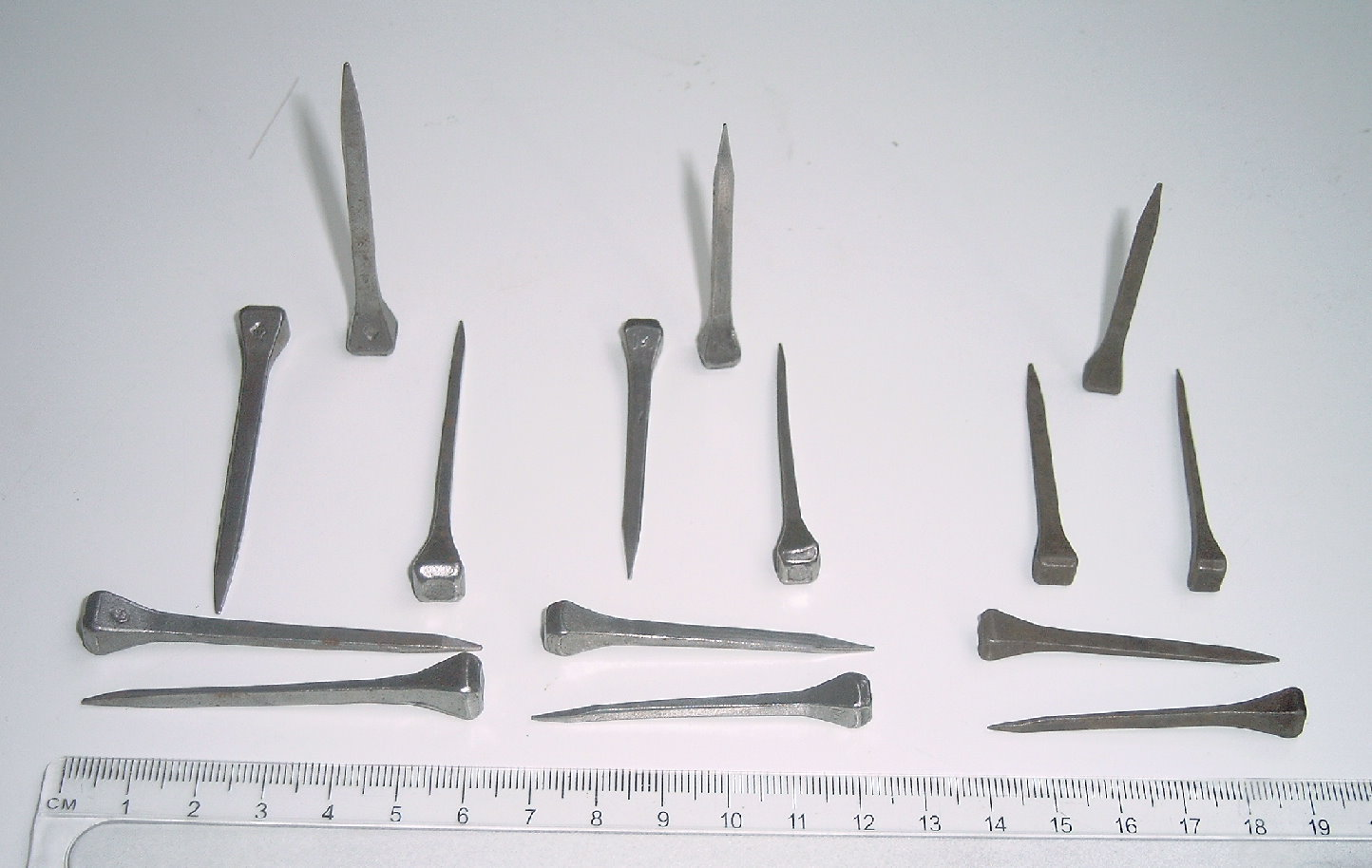

Ухна́ль (от нем. Hufnagel через пол. hufnal — подковный гвоздь) — специальный плоский гвоздь для прикрепления подков к копытам. Ухналь состоит из головки, шейки, штифта (или клинка) и острия.
Ковать лошадь — подковывать, подшивать подковы ухналями к копыту.

## Стандарты выпуска
В соответствии с ГОСТ 1217-77 подковные гвозди изготовляются шести размеров, по номерам: 4, 5, 6, 7, 8, 9.
Длина гвоздя:
- № 4 — 45 мм;
- № 5 — 52 мм;
- № 6 — 55 мм;
- № 7 — 59 мм;
- № 8 — 64 мм;
- № 9 — 70 мм[3].

Гвозди применяются для крепления:
- № 4 — подков № 0 и № 00;
- № 5 — подков № 1 и № 2;
- № 6 — подков № 2,5 и № 3;
- № 7 — подков № 3,5 и № 4;
- № 8 — подков № 4,5 и № 5;
- № 9 — остальных номеров подков[2].

## Требования к изделию
При изготовлении ухналей строгие требования предъявляются к качеству и твёрдости металла, так как при использовании слишком мягкого металла возможно повреждение кожи копыта лошади вследствие изгиба гвоздя при креплении подковы, а применение очень твёрдого металла приводит к ломке крепёжного элемента.
Поверхность ухналя не должна иметь неровностей и шероховатостей, а его конец всегда делается заострённым. На его острие имеется скос для того, чтобы при забивании в роговую стенку копыта ухналь вышел наружу на нужной высоте.